# César Miguel Rebosio Compans
César Miguel Rebosio Compans és un futbolista peruà, nascut a Lima, el 20 d'octubre de 1976. Ocupa la posició de defensa.
Ha militat en un bon grapat d'equips del seu país, com l'Sporting Cristal o l'Sport Boys. Entre 2001 i 2005 va disputar la competició espanyola, primer amb el Reial Saragossa, amb qui guanyà la Copa del Rei del 2004, i després amb l'Almeria. Més tard retornaria a Europa per jugar amb el PAOK grec.

## Internacional
Rebosio ha estat internacional amb la selecció del Perú en 60 ocasions. Amb el combinat inca ha participat en les edicions de 1997, 1999 i 2004 de la Copa Amèrica.